# Бедярыш (село)
Бедярыш — село в Катав-Ивановском районе Челябинской области России. Административный центр  Бедярышского сельского поселения. Расположено рядом с границей с Башкортостаном, в 42 километрах от районного центра города Катав-Ивановска.
Через село протекает река Бедярыш.

## Население
| 2002 | 2010 |
| ---- | ---- |
| 118  | ↘39  |

По данным Всероссийской переписи, в 2010 году численность населения села составляла 39 человек (18 мужчин и 21 женщина).

## Улицы
Уличная сеть села состоит из 3 улиц и 1 переулка.